# Linare FC
Der Linare FC ist ein Fußballverein aus Hlotse, Lesotho. Er trägt seine Heimspiele im Hlotse Stadium aus.
Der Verein wurde 1931 gegründet und ist einer der erfolgreichsten seines Landes. Er gewann 1973, 1979 und 1980 die Lesotho Premier League. Im nationalen Independence Cup siegten sie 1983 und 1999. Seitdem wartet der Verein auf weitere Titel. Durch die Erfolge konnte er sich mehrmals für die afrikanischen Wettbewerbe qualifizieren, scheiterte aber immer in der ersten Spielrunde.

## Erfolge
Lesothischer Meister: 1973, 1979, 1980
- Lesothischer Fußballpokal: 1983, 1999

## Statistik in den CAF-Wettbewerben
| Wettbewerb                          | Runde    | Gegner                | Hinspiel | Rückspiel |  |
| ----------------------------------- | -------- | --------------------- | -------- | --------- |  |
|                                     |          |                       |          |           |  |
| African Cup of Champions Clubs 1974 | 1. Runde | Simba SC              | 1:3 (H)  | 1:2 (A)   |  |
| African Cup of Champions Clubs 1980 | 1. Runde | Simba SC              | 2:1 (H)  | 0:3 (A)   |  |
| African Cup of Champions Clubs 1981 | 1. Runde | Dynamos FC            | 0:5 (A)  | 1:1 (H)   |  |
| African Cup Winners’ Cup 1984       | 1. Runde | Red Arrows FC         | 1:9 (A)  | 1:3 (H)   |  |
| CAF Cup 1992                        | 1. Runde | Ferroviário Maputo    | 0:0 (H)  | 0:4 (A)   |  |
| CAF Cup 1993                        | Vorrunde | Young Ones FC         | 1:1 (H)  | 2:4 (A)   |  |
| CAF Cup 1994                        | Vorrunde | CS Saint-Denis        | 0:1 (H)  | 0:2 (A)   |  |
| African Cup Winners’ Cup 2000       | Vorrunde | Mogoditshane Fighters | 0:1 (A)  | 0:0 (H)   |  |